# Hartley Mauditt
Hartley Mauditt är en by i civil parish Worldham, i distriktet East Hampshire, i grevskapet Hampshire i England. Byn är belägen 4 km från Alton. Hartley Mauditt var en civil parish fram till 1932 när blev den en del av Worldham. Civil parish hade 102 invånare år 1931. Byn nämndes i Domedagsboken (Domesday Book) år 1086, och kallades då Ha(e)rlege.